# Rudi
Rudi är en kommun och en by i Soroca rajon i norra Moldavien. Orten ligger på Dnestrs östra sida, 170 km från huvudstaden Chișinău, och har 1 008 invånare (2014).
I det lilla samhället finns ett den geodesiska mätpunkten Rudi som ingår i världsarvet Struves meridianbåge.

## Bildgalleri

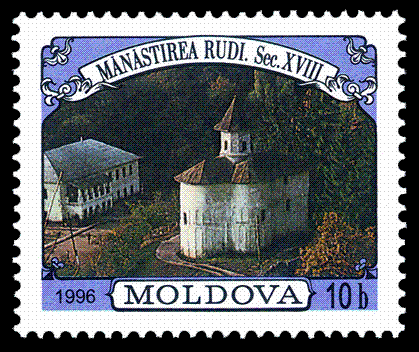
Rudi kloster
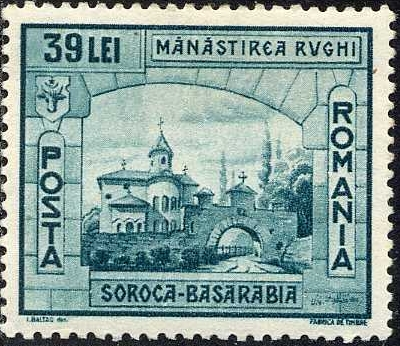
Rudi kloster
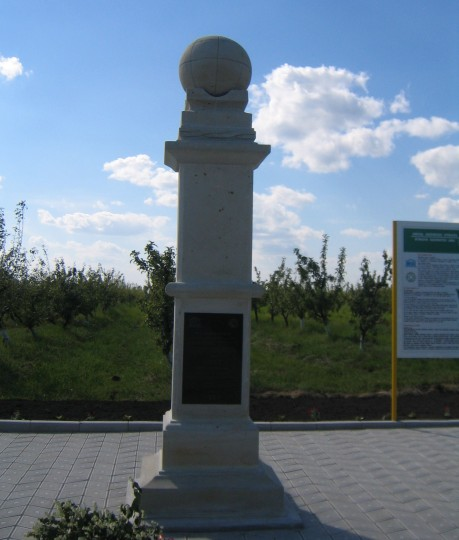
Geodesiska mätpunkten Rudi
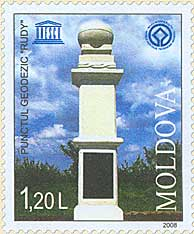
Geodesiska mätpunkten Rudi